# Trio Fratellini

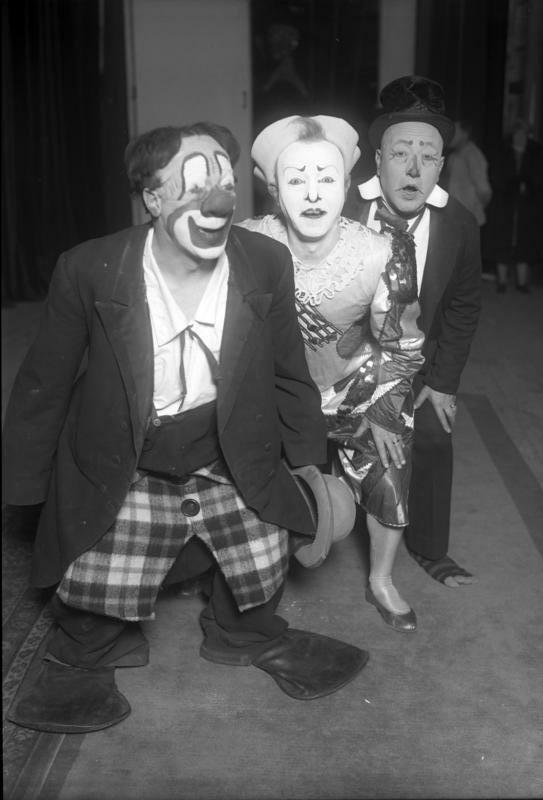
Trio Fratellini: Albert, François und Paul (1932 in Berlin)

Das Trio Fratellini war das erste Trio in der Geschichte der Clowns. Die italienischstämmigen Brüder Paul, François und Albert Fratellini erweiterten 1910 das traditionelle Weißclown-Rotclown-Duo um einen zweiten, eher extravaganten August. Les Fratellini, deutsch Die Fratellinis, brachten Tausende Zirkusbesucher in Frankreich, Russland, England, Deutschland und weiteren europäischen Ländern zum Lachen, darunter nahezu die gesamte Pariser Avantgarde. Mit dem Tod Pauls im Jahr 1940 starb auch das Fratellini-Trio. Seine Erfindung lebt bis heute fort.

## Die Brüder
Louis, Paul, François und Albert waren vier der sieben Söhne von Enrico Gaspero Fratellini (2. Januar 1842 Florenz – 29. Dezember 1902 Paris), im familiären Kreisen Gustavo genannt. Er hatte sich dem väterlichen Wunsch einer Ausbildung zum Mediziner widersetzt, 1860 den Freiwilligen Giuseppe Garibaldis angeschlossen und dann die Laufbahn eines Artisten eingeschlagen. Nach seiner Rückkehr in die Heimatstadt Florenz gründete er gemeinsam mit zwei Freunden die kleine Truppe „Cassettoni“. Sie traten auf ihren Tourneen durch Italien als Trapez- und Bodenakrobaten sowie als Clowns auf. 1868 heiratete Gustavo die Wäscherin Giovanna Pilori. Vier ihrer sieben Söhne sollten ebenfalls die Laufbahn eines Clowns einschlagen.
Ihre Kindheit und Jugend verbrachte die zweite Generation überwiegend in Russland (ab 1884), vor allem beim Zirkus Salamonsky in Moskau, Riga und Sankt Petersburg. Hier erlernten die drei jüngeren Brüder ihr Metier von der Pike auf. 1897 oder 1898 kehrte die Familie nach Paris zurück, wo der Vater mit seinem Ältesten bereits vor dem Russland-Aufenthalt aufgetreten war. Zirkusdirektor Jérôme Medrano empfing sie mit offenen Armen.

### Louis Fratellini
Luigi (* 6. August 1868 in Florenz; † November 1909 Warschau). Der Vater nahm ihn mit auf seine Tournee mit dem Zirkus Fassioni nach Sizilien. Beim Engagement ab 1877 am Cirque d‘Eté in Paris trat der bereits versierte Artist und Kunstreiter zusammen Gustavo auf. Jetzt in Frankreich nannte die Familie ihn Louis. 1897 gab Louis Fratellini sein Debüt als Clown, gemeinsam mit seinem Bruder Paul. Er war verheiratet mit Alessandrina Proserpi und hatte mit ihr fünf Kinder. Louis starb während einer Tournee.

### Paul Fratellini
Paolo (* 4. August 1877 Catania; † 18. Juni 1940 in Le Perreux-sur-Marne), wurde auf der Tournee des Vaters mit dem Circo Fassioni durch Sizilien geboren. Zusammen mit seinem Bruder Louis trat er 1897 erstmals als Clown auf. Mit seiner Ehefrau Gladys Kenworthy hatte Paul sechs Kinder, von denen einige, darunter Victor (* 1901), eine Zirkuskarriere einschlugen. Seine Enkelin Annie Fratellini war der erste weibliche Clown Frankreichs.

### François Fratellini
Francesco (* 19. Januar 1879 in Paris; † 19. Juni 1951 in Le Perreux-sur-Marne). Der dritte Sohn Gustavos kam während des väterlichen Engagements beim Pariser Hippodrom zur Welt. Sein Debüt gab Francesco 1891 als Kunstreiter beim Zirkus Salamonsky mit einem „flic-flac, einem Salto zu Pferd“. Er war verheiratet mit der Kunstreiterin Jeanne Pérès. Von ihren vier Söhnen arbeiteten drei unter dem Namen Pierrots de Villette, später alle vier gemeinsam unter dem Namen Kraddocks.

### Albert Fratellini
Valentino-Alberto (* 7. Januar 1885 in Moskau; † 25. Juni 1961 in Épinay-sur-Seine). Der während des väterlichen Engagements beim russischen Zirkus Salamonsky geborene Alberto heiratete in Paris die Tänzerin Amalia di Palma. Ihre Tochter Alberta-Luisa war die Ehefrau des niederländischen Zirkusdirektors Ernest Carré. Der vom Schöpfer des Cirque Calder aus Gummischläuchen gefertigte Dackel „Miss Tamara“ begleitete Albert ab 1929 bei seinen Auftritten.

## Zwei Duos
Ab 1894 oder 1897 arbeiteten die beiden älteren Brüder zusammen: Louis als Clown, Paul als Auguste; ab 1900 folgten die beiden jüngeren Brüder François und Albert mit einer Akrobatiknummer. Nach Engagements im Nouveau-Cirque de Paris und im Cirque Medrano, wechselten die Artisten im Oktober 1899 zum Cirque d’Hiver. Dort blieben sie bis zur Schließung im Dezember 1907. Zwischendurch tourten sie durch Frankreich, Österreich, Deutschland (1903/04) und England (1905/06). Nach dem 1908 begonnenen Engagement beim Londoner Hippodrom trennten sich die vier Brüder Mitte 1909 zum ersten Mal: Die Akrobaten Albert und François gingen zum Circus Schumann nach Frankfurt, das Clown-Duo Louis und Paul nach Warschau zum Zirkus Ciniselli. Ob Louis an der dort wütenden Pockenepidemie starb oder einfach zu erschöpft war, ist nicht genau geklärt. Paul erfüllte den Vertrag allein. François und Albert beendeten ihr Engagement bei Schumann und schlossen sich Paul, dem nun Ältesten an.

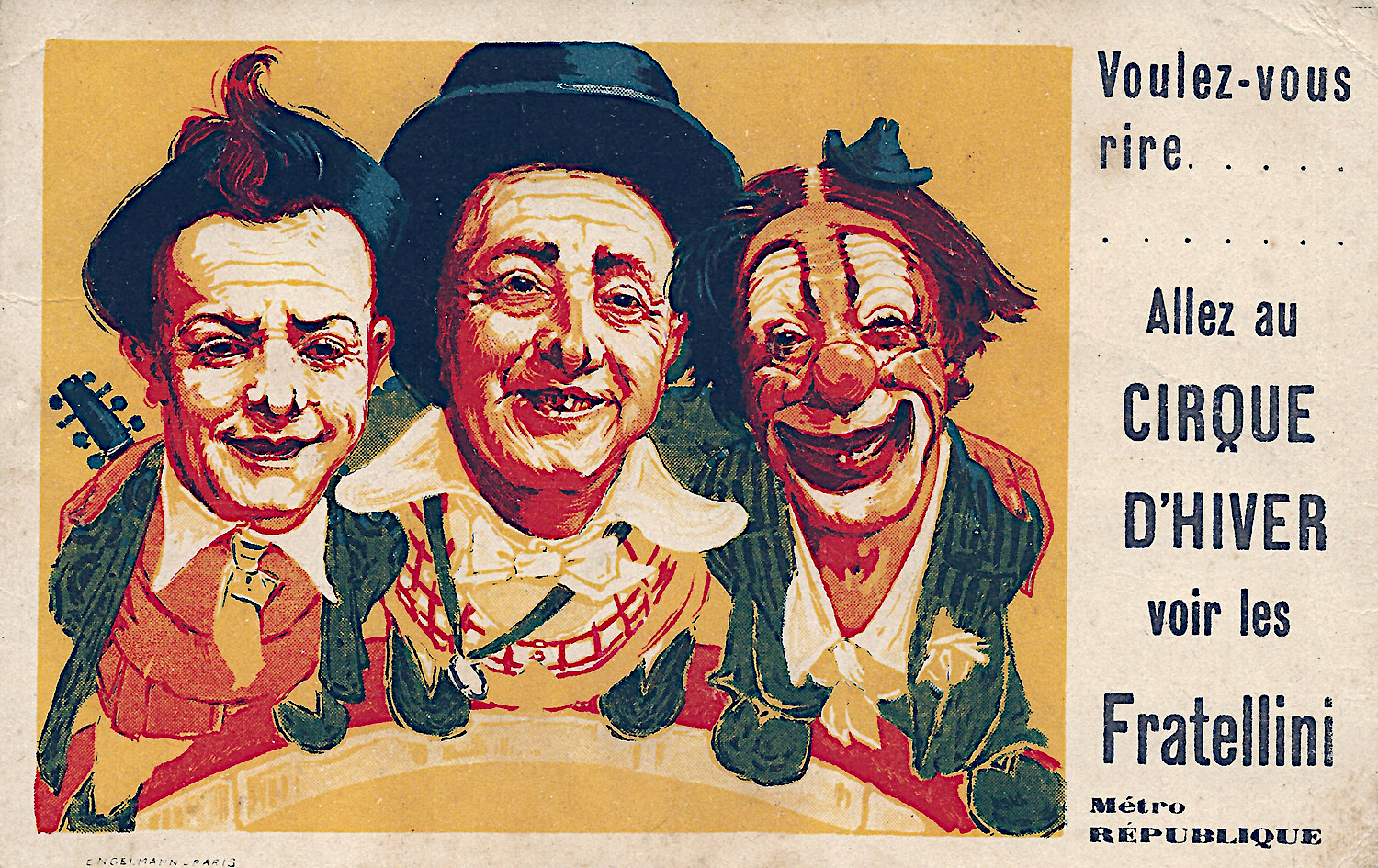
François, Paul und Albert Fratellini. Werbepostkarte Cirque d’Hiver (~1925)

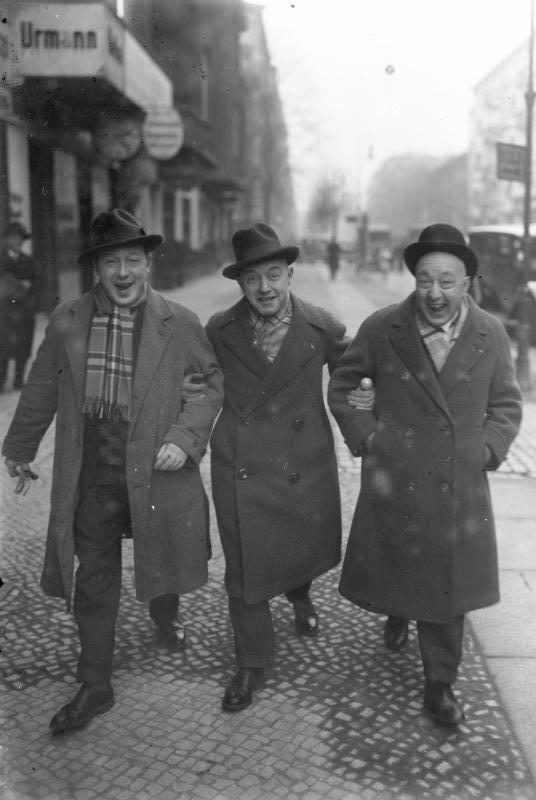
Die Fratellinis 1927 beim Winterspaziergang in Berlin

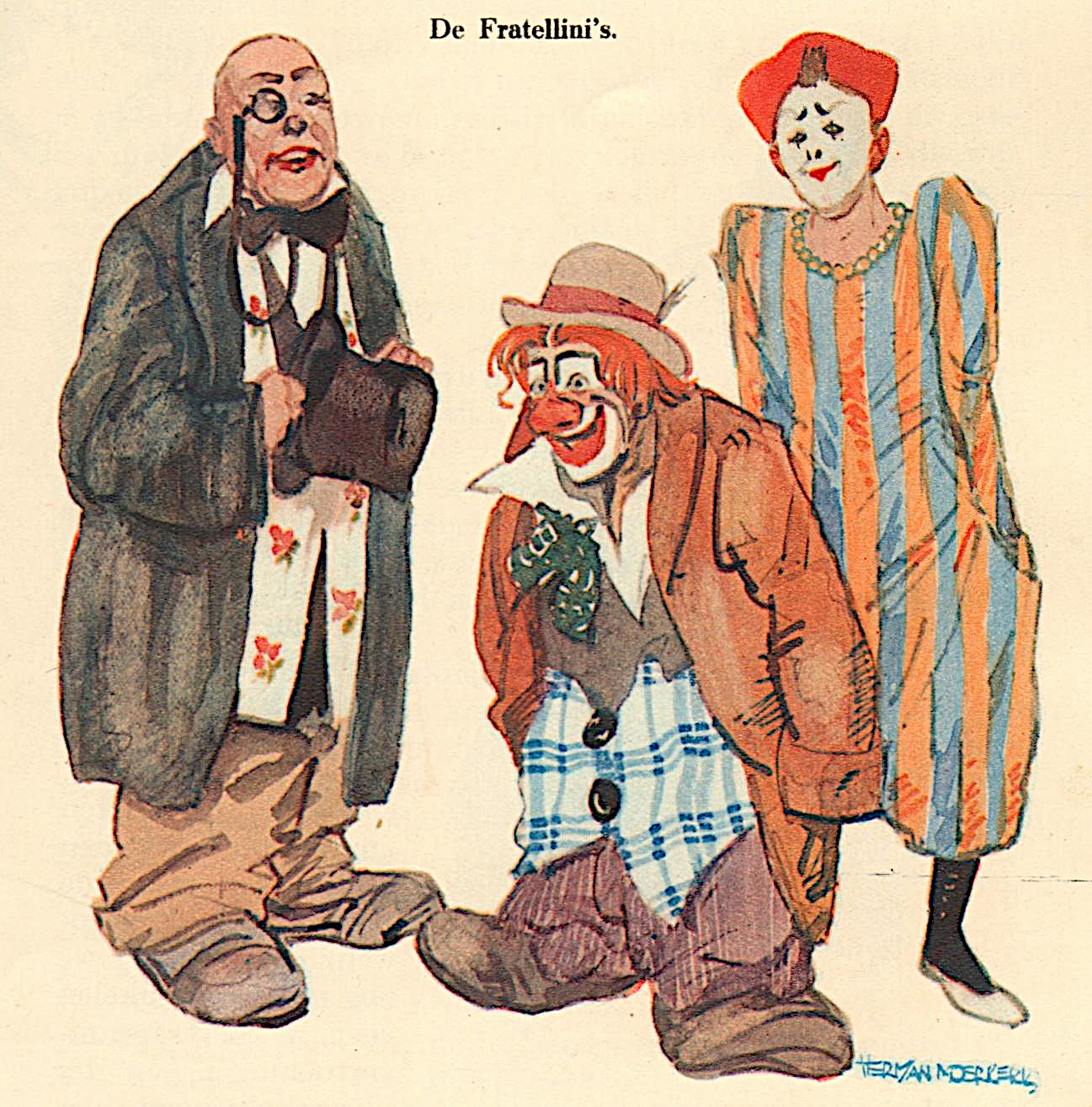
Die Fratellinis. Illustration von Herman Moerkerk für Katholieke Illustratie, 1937

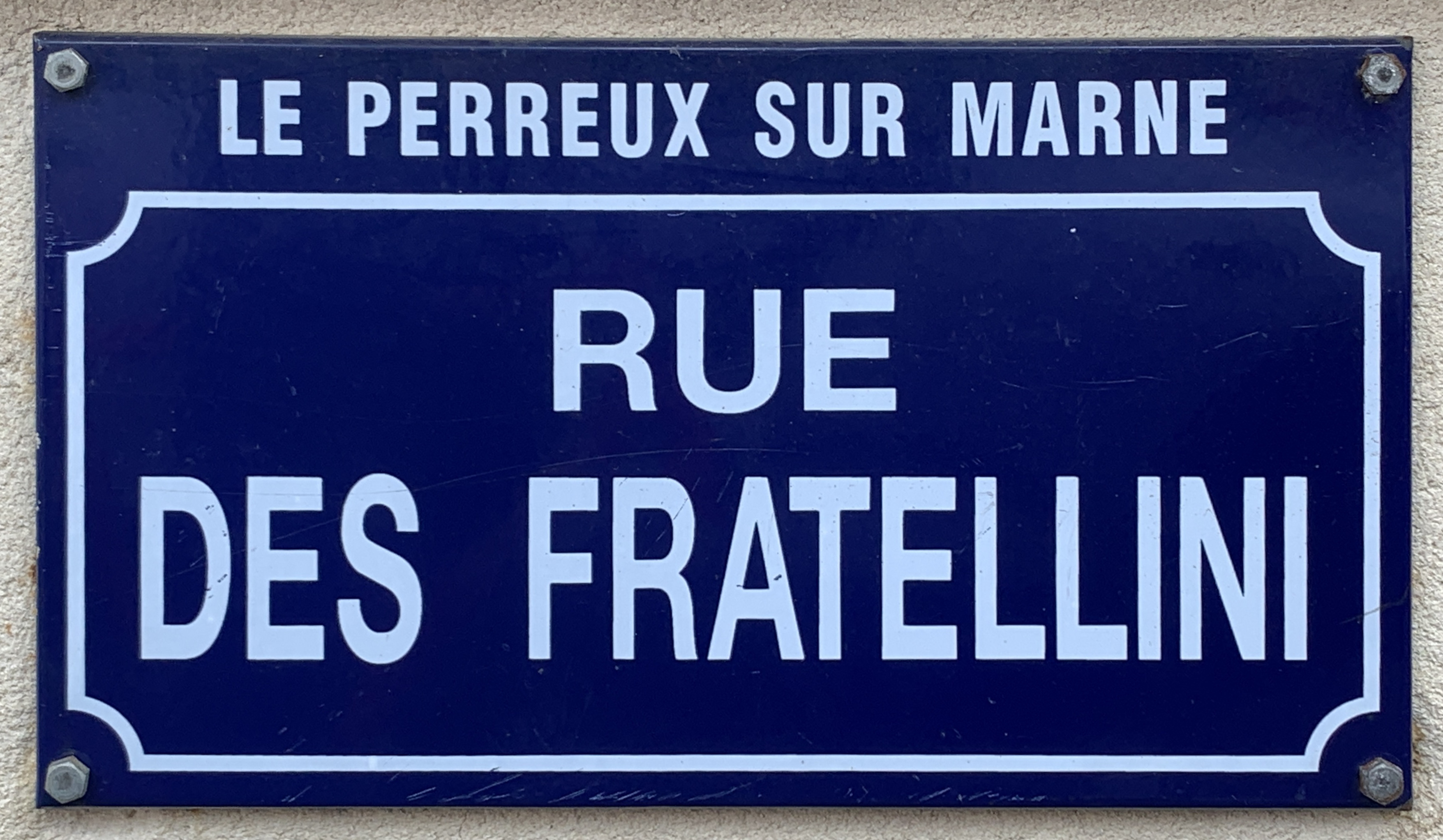
Straße zu Ehren berühmter Bürger

## Das Trio
1910 formierte sich das Trio Paul, François und Albert Fratellini im Circus Busch, Berlin: François wurde zum eleganten Weißclown, allerdings schelmischer, weniger aggressiv autoritär als sein Vorbild Louis. Albert kreierte eine nahezu übertriebene Erscheinung als unglücklicher Dummer August; er war ein ausgezeichneter Pantomime. Paul schuf eine neue Rolle: den „August des August“, im Französischen contre-pitre, einen feinen und sensiblen Rotclown, der dennoch eine gewisse Ausgelassenheit zeigt. Die traditionellen Clown-Entrees wurden für drei Darsteller umgeschrieben.

### Les Fratelliniim Cirque Medrano
Von 1910 bis 1914 arbeiteten die Fratellini in Österreich, Ungarn, Russland, Portugal, Spanien und Deutschland. Bei ihrer Rückkehr nach Paris fanden sie den Cirque Medrano geschlossen vor. Es war Krieg und der Inhaber zwei Jahre zuvor verstorben. Doch Mme Medrano entschloss sich, das Haus wieder zu öffnen und die Fratellini für eine Saison zu verpflichten. Sie blieben zehn Jahre. Das Publikum kam, um die 14-täglich wechselnde Show der Fratellini-Brüder zu sehen. Ihre Popularität stieg von Tag zu Tag. 1920 verdienten sie monatlich 4500 Francs, im Unterschied zu 2200 im Jahr 1914.
Im Laufe der Jahre perfektionierte das Fratellini-Trios seine Schminke: François: weißgrundig, mit Tuschelinien, die ihm das typisch bewegliche, lebhafte Gesicht verliehen. Paul: leichtes Make-up, ein paar schwarze Akzente, um die Augenbrauen zu betonen, die neue, einzigartige Idee, ein Monokel zu tragen und einen Zylinder; dandyhaft. Albert: jeder Ausdruck überschminkt, dadurch die Gesten verstärkt, scheinbar schwer und doch leicht; Pailletten auf den Augenlidern verliehen seinem Antlitz einen fast überirdischen Glanz; eine falsche Nase und einfallsreiche Perücken vervollständigten dieses Make-up. Albert lächelte nie; sein geschminkter Mund hätte sich dabei verzerrt.

### Les Fratelliniim Cirque d’Hiver
1924 eröffnete der Cirque d’Hiver erneut und die Fratellini unterschrieben einen 10-Jahres-Vertrag. Mit dem Verlassen des Medrano verließen sie auch den Montmartre und siedelten sich an der Marne in Perreux an. 1925, 1926 und 1927 waren sie von Januar bis Juni, dann von August 1928 bis März 1929 und Oktober 1931 bis März 1932 im Cirque d’Hiver, die restliche Zeit auf Tournee – wie im Dezember 1927, im Juli 1929 und im Dezember 1930 in der Scala, Berlin. Der 1929 unterzeichnete Vertrag mit dem „Winterzirkus“ gewährte dem Trio 1500 Franc Gage pro Tag. Nach 20 Jahren als Clowns umfasste ihr Repertoire 70 verschiedene Entrees.
Gaston Desprez, der Zirkusdirektor, hatte die Fratellini geschickterweise gleich bei ihrer Verpflichtung zu Künstlerischen Direktoren (directeurs artistiques) ernannt, ein werbewirksamer Titel im heiß umkämpften Zirkusmarkt der 1920er-Jahre. 1930 oder 1932 folgte sein nächster Coup: ein Wanderzirkus namens Cirque Fratellini mit Sommertourneen durch die französischen Provinzen. Die Einnahmen blieben jedoch weit hinter Desprez‘ Ausgaben für umfangreiche Modernisierungsmaßnahmen zurück, sodass sein Pachtvertrag 1934 gekündigt und der Zirkus verkauft wurde. Ihre noch ausstehenden Gagen von insgesamt über 600.000 Francs erhielten die Artisten des Wanderzirkus nie. Ebenfalls 1934 datiert das letzte Gastspiel der Fratellini in Deutschland. Es gab wohl politische Gründe: „Es ist nicht mehr dasselbe“ (Ce n’est pas plus pareil), soll ihr Fazit gewesen sein.
Im September 1936 kehrte das Trio Fratellini zum Zirkus Medrano zurück. 1938 erkrankte Paul, arbeitete aber weiter. 1939 brach der Krieg aus und das Medrano schloss seine Pforten. Im Jahr darauf starb Paul. Trotz mehrerer Versuche, einen adäquaten Nachfolger für ihn zu finden, war dies das Ende des Trios Fratellini.
Am 11. September 1978 erhielt die an der „Villa du Rire“ entlangführende Straße in Perreux den Namen „Rue des Fratellini“.